# إيفان كوستيتش (سياسي)
إيفان كوستيتش هو سياسي صربي، ولد في 15 سبتمبر 1975. انتخب عضو الجمعية الوطنية في صربيا ‏.